# منطقة كانور
كانور رمزها «KN» (بالإنجليزية: Kannur)‏ ، هو تقسيم إداري لدولة الهند تتبع ولاية كيرلا (بالإنجليزية: Kerala)‏ ، مركزها هو مدينة كانور (بالإنجليزية: Kannur)‏ عدد سكانها حسب تعداد سنة 2001 هو 2,412,365 ، مساحتها 2,966 كم² وكثافة السكان 813 لكل كم² .